# Cabaña pasiega

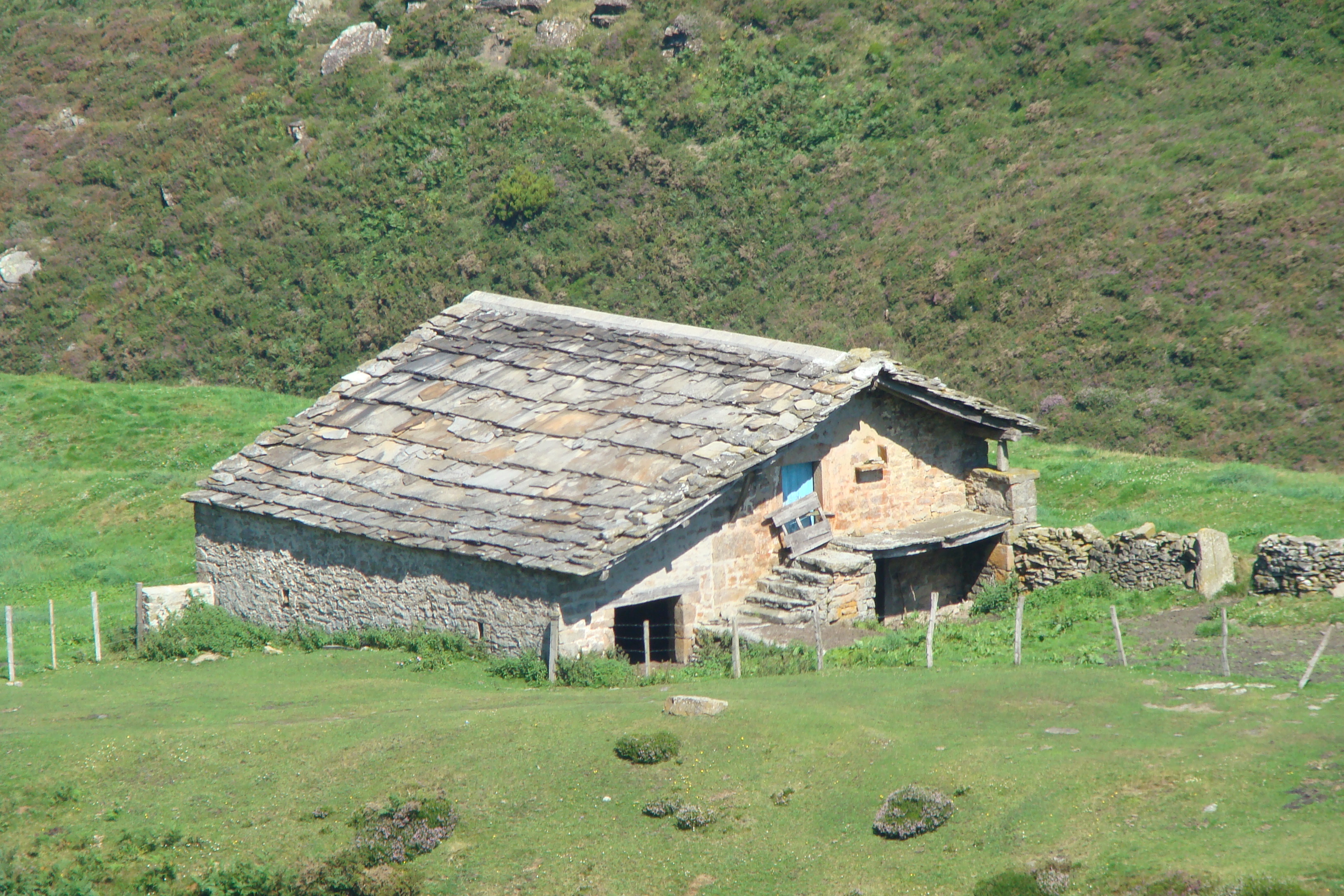
Cabaña pasiega con añadido lateral en el paraje de Los Bellacos, portillo de La Sía (Soba).

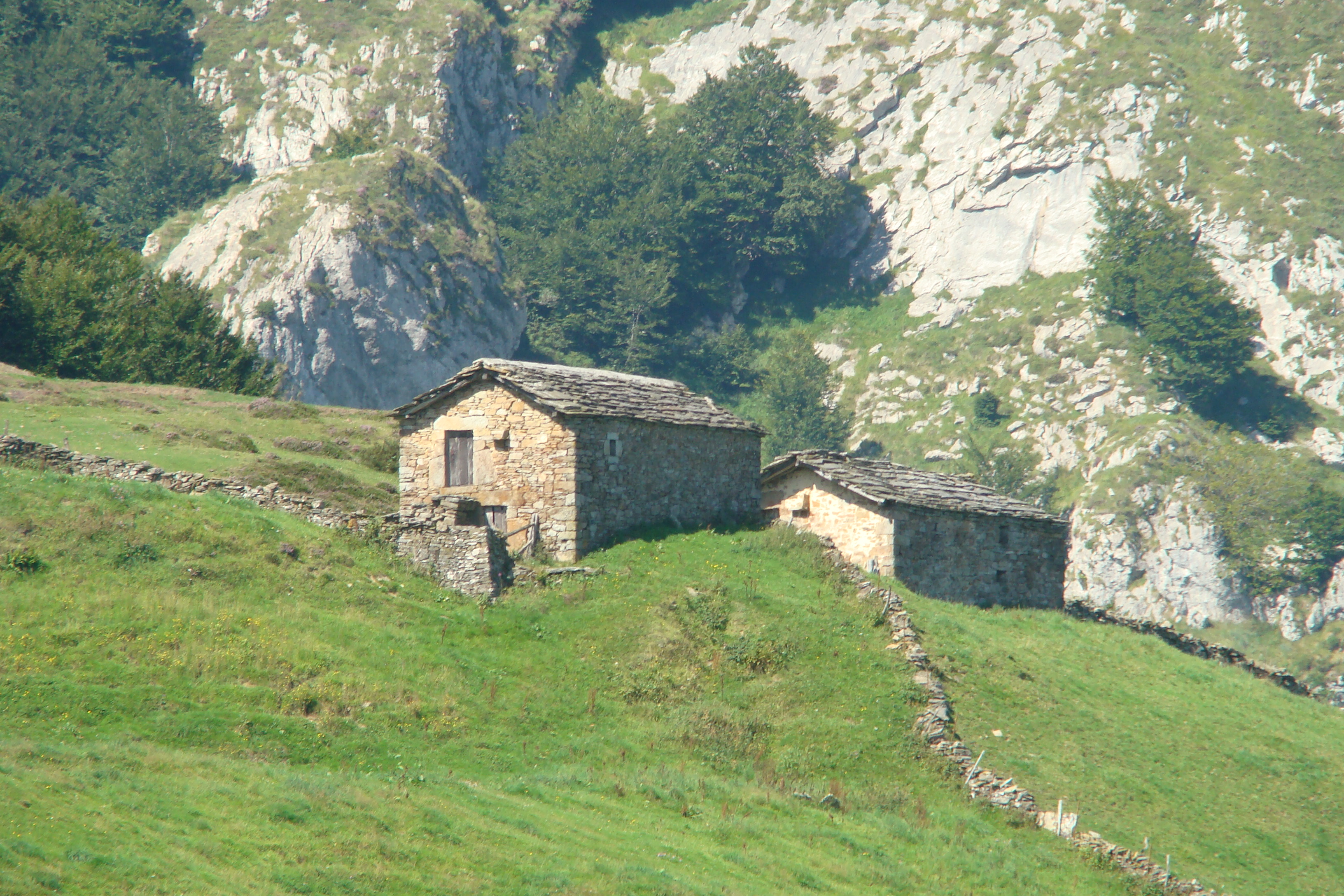
Cabañas en los Yagos (portillo de la Sía).

La cabaña pasiega es una tipología de arquitectura popular mixta (vivienda, establo y pajar), propio de la montaña oriental de Cantabria; sobre todo, de las cuencas altas de los valles del Pas y del Miera, así como de los colindantes del Asón y Carriedo. También se distribuyen por algunas zonas limítrofes del norte de la provincia de Burgos. Su origen contrastado se remonta al siglo XVI.

## Tipología
Usualmente se trata de edificios de una nave, divididas en dos plantas, con apoyo en los muros perimetrales y en uno o dos pilares que sustentan la divisoria de aguas de la cubierta. Se construyen en mampuesto de buen tamaño, con roca caliza del lugar, con cubiertas de lastras pizarrosas. El acceso a la planta baja, usada como establo para animales, se realiza directamente desde el nivel de campo, mediante una puerta con dintel de piedra o madera. La planta superior, usualmente habilitada para vivienda o almacén, suele tener acceso a través de un patín, consistente, en los ejemplos más arcaicos, en una escalera de peldaños de losa, con una solana o descansillo, que suele cubrirse con una prolongación del alero de cubierta. En ocasiones, cuando la cabaña se encuentra en fuerte desnivel, se realiza el acceso desde un lateral situado en la cota alta, aunque no es lo usual. Los huecos en los muros son escasos y de reducido tamaño, como defensa contra el frío.

## Carácter
Estas cabañas estaban siempre vinculadas a una explotación ganadera, y al sistema pasiego de trasterminancia, denominado «la muda», entre las zonas bajas de los valles, y las praderas altas. En la temporada cálida, los ganados eran llevados a estos prados frescos de altura, llamados branizas, para pasar el verano, trasladándose la familia a la cabaña durante ese período. Al llegar el otoño, regresaban a las tierras bajas. Muy raramente, las cabañas estaban habitadas todo el año, en cuyo caso podía darse la coexistencia de dos o más edificios en un mismo pago, y en época reciente (siglo XIX y comienzos del XX), solamente se desplazaban a ellas los miembros más jóvenes de las casas.
Este carácter vinculado a una explotación ganadera hace que, usualmente, tengan anexo un cercado, con cierre mediante murete de piedra, denominado «finca» o «llave».